# Varces-Allières-et-Risset
Varces-Allières-et-Risset è un comune francese di 6 575 abitanti situato nel dipartimento dell'Isère della regione dell'Alvernia-Rodano-Alpi.

## Società

### Evoluzione demografica
Abitanti censiti

## Amministrazione

### Gemellaggi
- Lützelsachsen, Germania